# Camporrobles
Camporrobles ist eine spanische Gemeinde (Municipio) mit 1.188 Einwohnern (Stand: 2024) in der Valencianischen Gemeinschaft, in der Comarca La Plana de Utiel–Requena. Neben dem Hauptort Camporrobles besteht die Gemeinde aus der Ortschaft La Loberuela.

## Lage
Camporrobles liegt etwa 100 Kilometer westnordwestlich von Valencia in einer Höhe von ca. 910 m.

## Geschichte
| Jahr      | 1900  | 1930  | 1950  | 1960  | 1970  | 1981  | 1991  | 2001  | 2011  | 2021  |
| --------- | ----- | ----- | ----- | ----- | ----- | ----- | ----- | ----- | ----- | ----- |
| Einwohner | 1.960 | 2.423 | 2.514 | 2.143 | 1.909 | 1.540 | 1.492 | 1.387 | 1.498 | 1.204 |

## Kultur und Sehenswürdigkeiten
- Archäologische Fundstellen El Molón und El Picarcho mit bronzezeitlichen Bezügen
- Kirche Mariä Himmelfahrt (Iglesia de Nuestra Señora de la Asunción)
- Christopheruskapelle

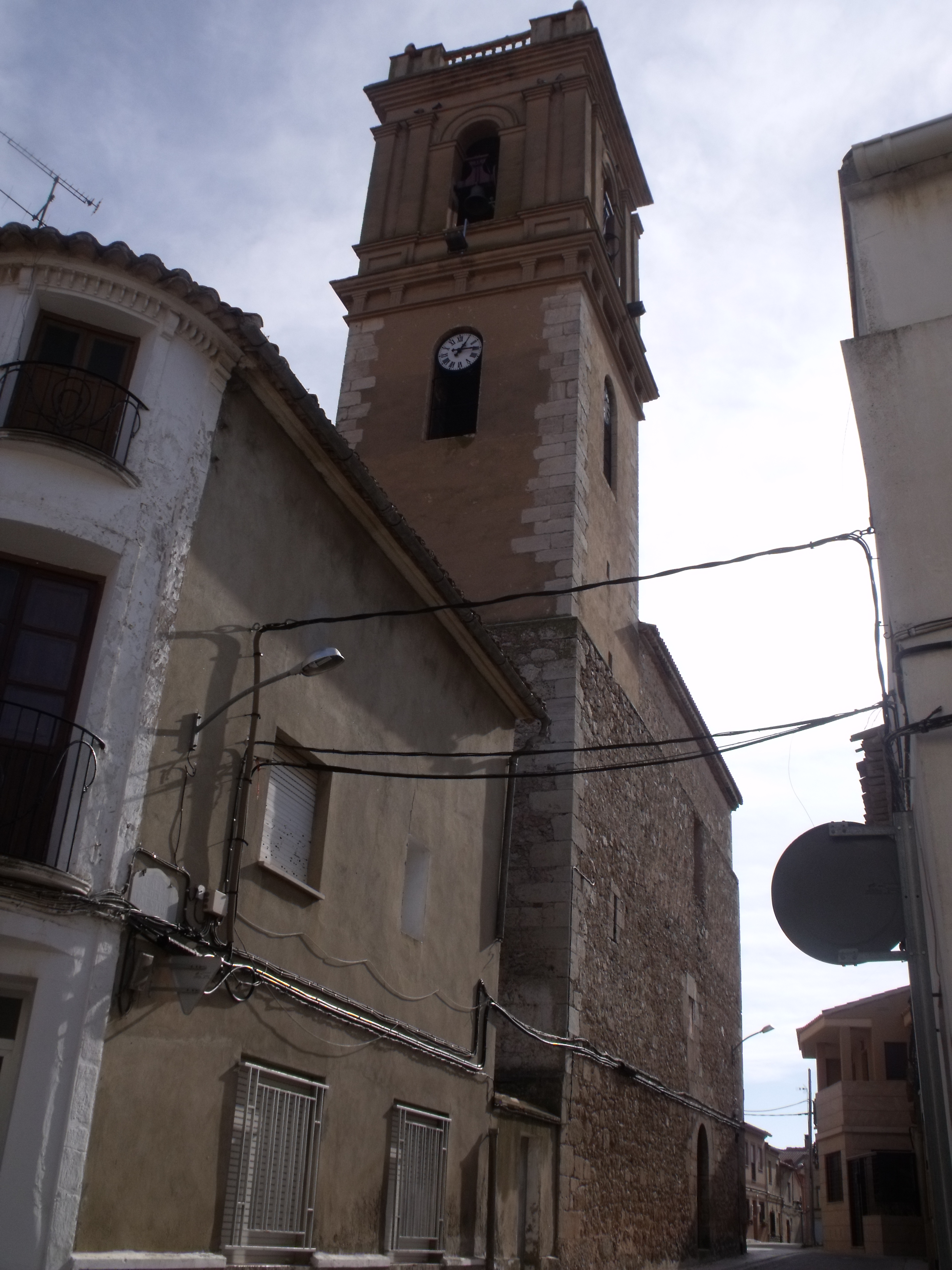
Kirche Mariä Himmelfahrt
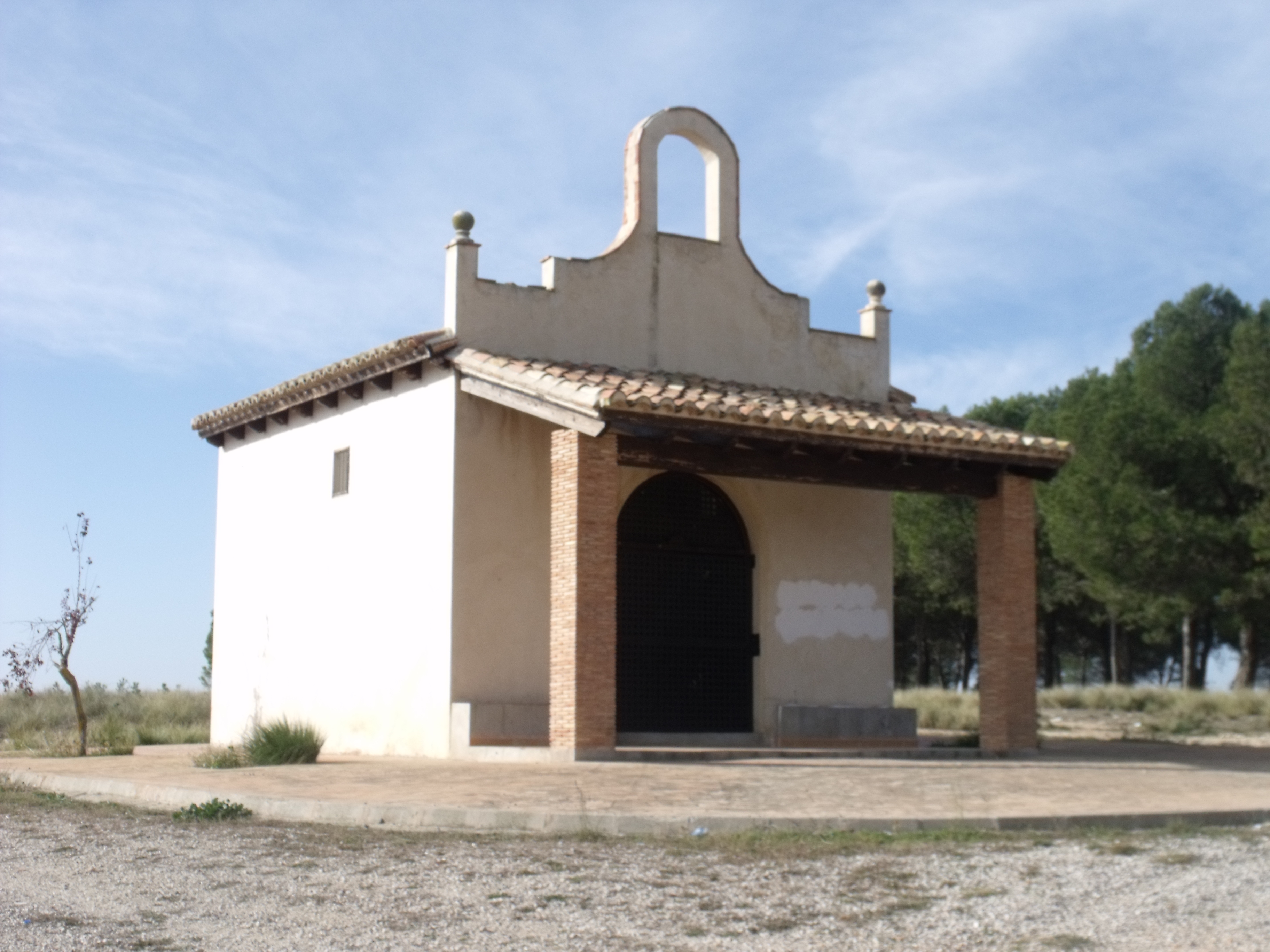
Christopheruskapelle
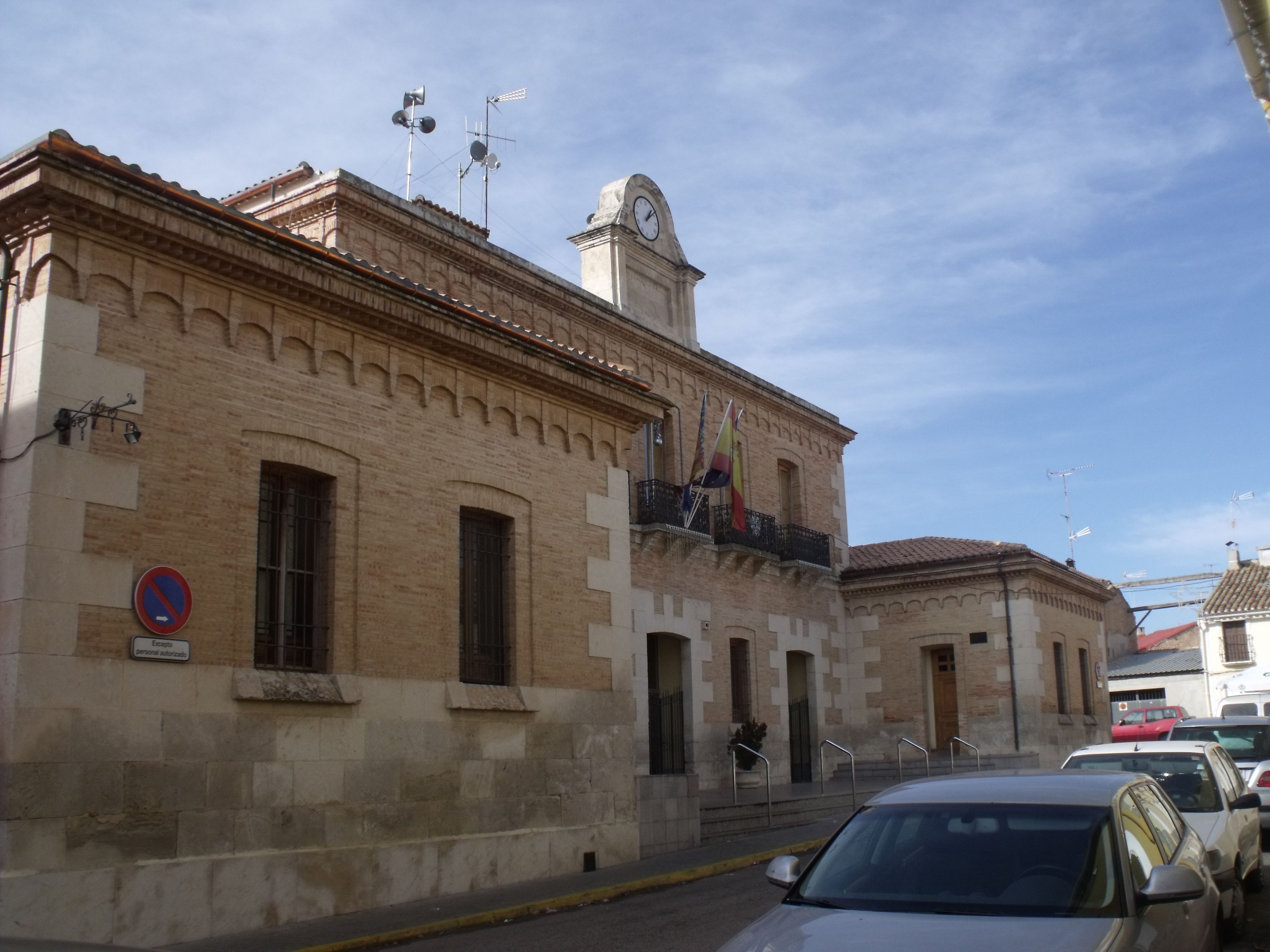
Rathaus